# Smęcino
Smęcino (deutsch Schmenzin) ist ein Dorf in der polnischen Woiwodschaft Westpommern. Es gehört zur Gemeinde Tychowo (Groß Tychow) im Kreis Białogard (Belgard).

## Geographische Lage
Smęcino  (Schmenzin) liegt 30 Kilometer südöstlich von Białogard und ist über die von Tychowo heranführende Woiwodschaftsstraße Nr. 169 (Białogard)–Byszyno (Boissin)–Bobolice (Bublitz) erreichbar. Die nächste Bahnstation ist Tychowo an der Bahnstrecke Szczecinek–Kołobrzeg in zwölf Kilometern Entfernung.
Die östliche Ortsgrenze von Smęcino ist zugleich die Grenze zum Kreis Koszalin (Köslin), und der südliche Ortsrand ist identisch mit der Grenze zum Kreis Szczecinek (Neustettin).

## Geschichte

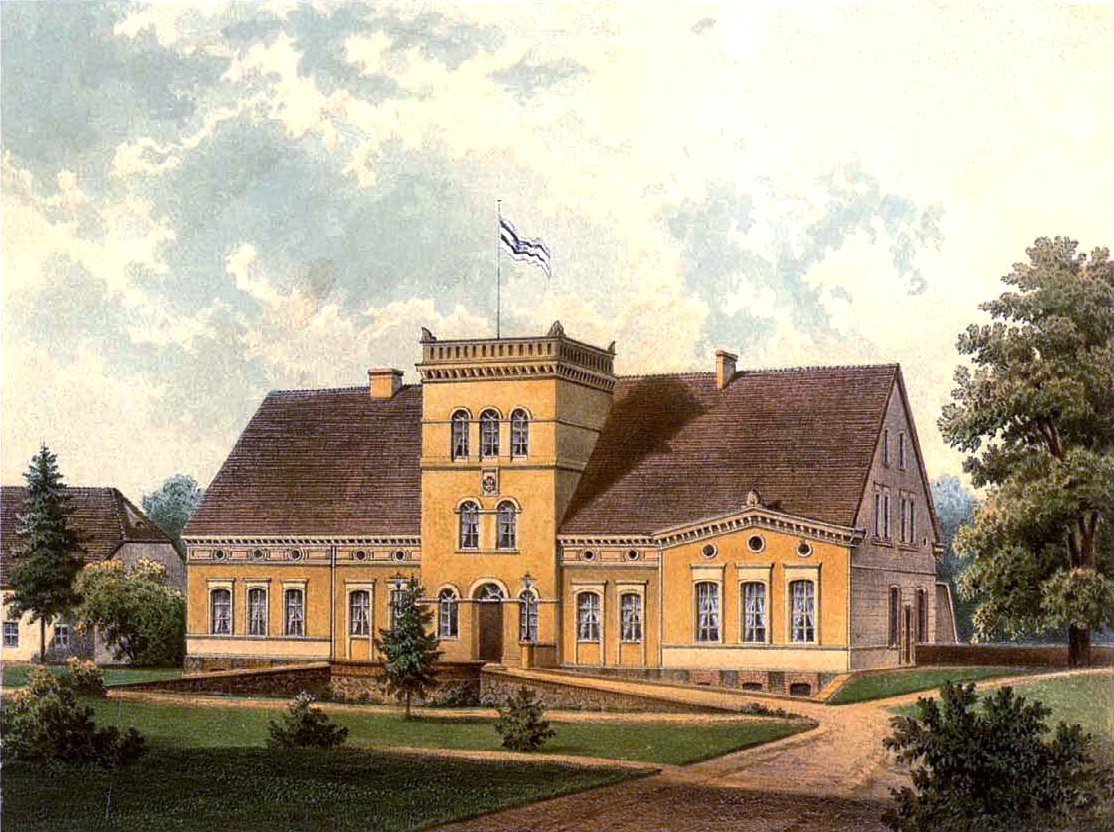
Schloss Schmenzin um 1860, Sammlung Alexander Duncker

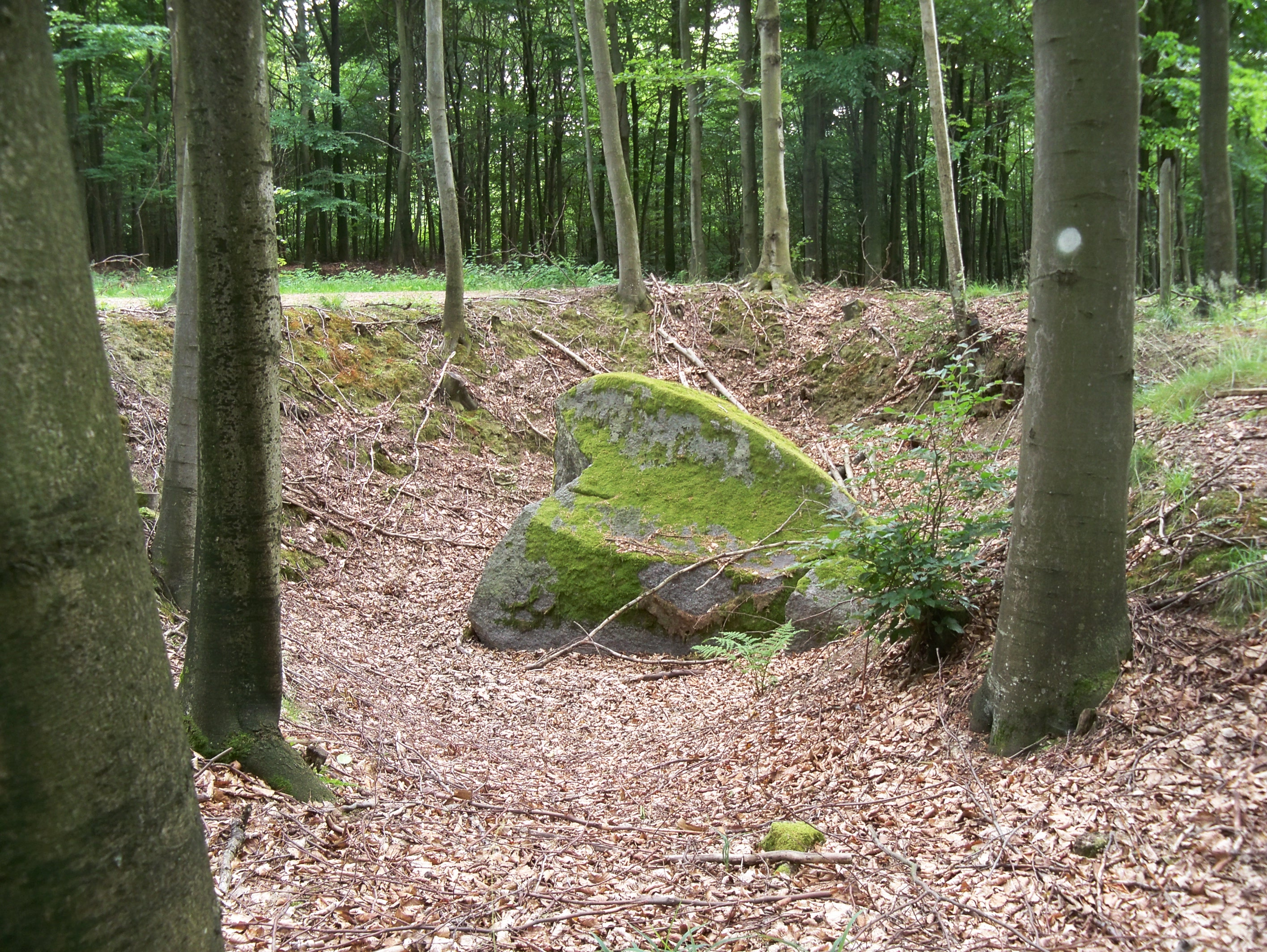
Findling im Wald von Schmelzin

Schmenzin ist ein altes kleistsches Lehnsgut.  Es bestand früher aus wüstem, undurchdringbarem Urwald, der erst allmählich gerodet wurde. Die ersten Siedlerfamilien ließen sich hier Anfang des 17. Jahrhunderts nieder.
In diesem Zusammenhang wurde zum ersten Male von dem Kossätenhof eines Reimer von Kleist berichtet. Die damaligen Lehnsfamilien Kleist und Versen rodeten weitere Waldflächen und ließen sie besiedeln. Im Jahre 1733 war die Familie von Kleist alleinige Eigentümerin und setzte die Urbarmachung bis 1866 fort. Um 1780  gehörten zu Schmenzin  zwei Vorwerke, eine Schäferei, eine Windmühle, sieben Bauern, zwei Kossäten, ein Wirtshaus, eine Schmiede, ein Schulmeister, ein Holzwärter und auf der Feldmark des Dorfs das Vorwerk Friedeichshof sowie einige Katen  bei insgesamt 35 Feuerstellen (Haushalten). Damit war Schmenzin das größte Rittergut im Kreis Belgard.
Mitte des 19. Jahrhunderts gab es in Schmenzin neben dem Herrenhaus ein Schulhaus, 46 Wohnhäuser, 4 Fabrikgebäude, 82 Wirtschaftsgebäude bei 544 Einwohnern.
Im Jahre 1928 wurde der Gutsbezirk Dimkuhlen eingemeindet. Neben Schmenzin bestanden die zwölf benannten Wohnplätze Dammhof, Dimkuhlen, Düppel, Forsthaus Schmenzin, Geitberg, Groß Freienstein, Hopfenberg, Hüttenhof, Lindenhoff, Posthaus, Wilhelmshöhe und Ziegelei. Das Gemeindegebiet umfasste 1931 eine Fläche von stattlichen 3650,1 Hektar. In der Gemeinde lebten im Jahre 1939 insgesamt 726 Einwohner, von denen 587  in der Land- und Forstwirtschaft, 37 in Industrie und Handwerk und 13 in Handel und Verkehr arbeiteten. Im Ort selbst gab es eine Brennerei und ein Sägewerk, während die Handwerker alle gutseigen waren.
Schmenzin gehörte bis 1945 zum Amtsgerichtsbezirk Belgard, die polizeilichen Aufgaben oblagen dem Oberlandjäger aus Warnin. Letzter deutscher Ratsvorsitzender bis Kriegsende war Bürgermeister Schneider.
Gegen Ende des Zweiten Weltkriegs wurde Schmenzin Anfang März 1945 kampflos von sowjetischen Truppen besetzt. Mehrere Einwohner wurden ohne erkennbaren Grund erschossen, unter ihnen der Gutsinspektor mit Tochter, der Kutscher und der Hofmeister des Gutes.
Anschließend wurde Schmenzin unter polnische Verwaltung gestellt  und in  Smęcino umbenannt. Danach wurde die einheimische deutsche Bevölkerung von nach Kriegsende zugewanderten Polen aufgrund der sogenannten Bierut-Dekrete aus ihrem Dorf vertrieben. Die Ortschaft ist heute ein Teil der Gmina Tychowo im Powiat Białogardzki.

### Entwicklung der Einwohnerzahl
- 1867: 544[1]
- 1933: 657[4]
- 1939: 726[4]

## Amtsbezirk Schmenzin
Schmenzin gehörte bis 1945 zum Landkreis Belgard (Persante) und bildete mit Kowalk (Kowalki) den Amtsbezirk Schmenzin.

## Standesamtsbezirk Schmenzin
Kowalk (Kowalki) und Schmenzin bildeten gemeinsam auch den Standesamtsbezirk Schmenzin.

## Kirchspiel Schmenzin

### Kirchengemeinde
Bis zum Jahre 1905 war die Kirchengemeinde Schmenzin mit Kowalk (Kowalki) in das Kirchspiel Naseband (Nosibądy) eingepfarrt. Es gehörte zum Kirchenkreis Belgard in der Kirchenprovinz Pommern der evangelischen Kirche der Altpreußischen Union. Am 1. April 1905 erhielt Schmenzin eine eigene Pfarrstelle, allerdings mit dem Pfarrsitz in Hopfenberg (Chmielno).
Im Jahre 1940 zählte die Kirchengemeinde 820 Gemeindeglieder. Das Kirchenpatronat hatte zuletzt Rittergutsbesitzer Ewald von Kleist-Schmenzin inne. Die Pfarrstelle war seit 1929 nicht mehr besetzt und wurde von Nachbarpfarrern verwaltet.
Heute gehört Smęcino zum Kirchspiel Koszalin (Köslin) in der Diözese Pommern-Großpolen der polnischen Evangelisch-Augsburgischen Kirche.

### Dorfkirche
Die Schmenziner Kirche war ein Fachwerkgebäude mit Glockenturm aus dem Jahre 1735. In den Jahren 1862 bis 1865 wurde sie abgerissen und eine neue am Waldrand aufgebaut. 1927 erhielt die Kirche eine neue Innenausmalung. 1960 wurde die Kirche dann wegen Baufälligkeit abgerissen.
Die kleinere der beiden Glocken musste im Ersten Weltkrieg abgeliefert werden, und die größere – aus dem Jahre 1824 – im Zweiten Weltkrieg. Doch ihr blieb das Schicksal des Einschmelzens für Munitionszwecke erspart: Sie überdauerte den Krieg auf dem Glockenfriedhof in Hamburg und läutet heute in der Kirche einer evangelischen Kirchengemeinde in Remscheid.

### Pfarrer 1905–1945
1. Albert August Hermann Müller, 1905–1911
2. Martin Lüpke, 1911–1929
3. Vakanzvertreter Karl Heinrich Reimer aus Naseband (Nosibądy), 1929–1933
4. Vakanzvertreter Hans Lübke aus Grünewald (Mieszałki), 1933–1945

## Schloss
Das Schmenziner Schloss wurde 1854 bis 1856 als Gutshaus unter Theodor von Kleist erbaut.

## Persönlichkeiten des Ortes
- Andreas Joachim von Kleist (* 1678 in Schmenzin), war königlich preußischer Oberst und 1736–1738 Inhaber des Infanterieregiments Nr. 14
- Ewald von Kleist-Schmenzin (* 1890 in Dubberow, Kreis Belgard/Pommern) lebte ab 1918 als Gutsverwalter in Schmenzin, war engagiertes Mitglied der Bekennenden Kirche und aktiver Widerstandskämpfer gegen den Nationalsozialismus. Er wurde am 9. April 1945 in Plötzensee hingerichtet
- Ewald-Heinrich von Kleist-Schmenzin (1922–2013), geboren in Schmenzin war Wehrmachtsoffizier und – wie sein Vater – engagierter Widerstandskämpfer im Dritten Reich.